# Ross Street
Pour les articles homonymes, voir Street (homonymie).
Ross Howard Street (né le 29 septembre 1945 à Sydney) est un mathématicien australien spécialisé dans la théorie des catégories.

## Biographie
Street termine ses études de premier cycle et de troisième cycle à l'université de Sydney, où son directeur de thèse est Max Kelly (en), avec une thèse intitulée « Homotopy Classification of Filtered Complexes ». Il est professeur émérite de mathématiques à l'université Macquarie, à Sydney, il est membre de l'Australian Mathematical Society (1995) et il est élu membre de l'Académie australienne des sciences en 1989.
Ses travaux portent principalement sur la théorie des catégories,,,.

## Prix et distinctions
Il reçoit la médaille Edgeworth-David de la Royal Society of New South Wales en 1977 et la médaille George Szekeres de la Société mathématique australienne en 2012.